# مجموعه خاطرات روزانه اکبر هاشمی رفسنجانی
مجموعه خاطرات روزانه اکبر هاشمی رفسنجانی مجموعه کتاب‌هایی از خاطرات اکبر هاشمی رفسنجانی سیاستمدار پیشین ایران است که توسط وی نگاشته و منتشر شده‌است. او از سال ۱۳۶۰ نوشتن خاطرات روزانه را شروع کرده و تا پیش از مرگ، خاطرات سال‌های ۱۳۶۰ تا ۱۳۷۲ خود را در قالب ۱۳ کتاب جداگانه منتشر کرده‌است (خاطرات سال‌های ۱۳۵۷ تا ۱۳۵۹ او نیز، بعداً زیرنظر خودش جمع‌آوری و منتشر شده اما بر مبنای دستنویس‌های روزانه نبوده‌است).

## فهرست کتاب‌ها
1. «دوران مبارزه» مقطع تولد تا پیروزی انقلاب اسلامی
2. «انقلاب و پیروزی» مقطع سال ۱۳۵۷ و ۱۳۵۸
3. «انقلاب در بحران» ۱۳۵۹
4. «عبور از بحران» ۱۳۶۰
5. «پس از بحران» ۱۳۶۱
6. «آرامش و چالش» ۱۳۶۲
7. «به سوی سرنوشت» ۱۳۶۳
8. «امید و دلواپسی» ۱۳۶۴
9. «اوج دفاع» ۱۳۶۵[۲]
10. «دفاع و سیاست» ۱۳۶۶
11. «پایان دفاع آغاز بازسازی» ۱۳۶۷
12. «بازسازی و سازندگی» ۱۳۶۸
13. «اعتدال و پیروزی» ۱۳۶۹[۳]
14. «سازندگی و شکوفایی» ۱۳۷۰
15. «رونق سازندگی» ۱۳۷۱
16. «صلابت سازندگی» ۱۳۷۲[۴]
17. «انتقال قدرت» ۱۳۷۶